# Gaetano Maria Schiassi
Gaetano Maria Schiassi (* 10. März 1698 in Bologna; † 1754 in Lissabon) war ein italienischer Komponist und Violinist.

## Leben
Gaetano Maria Schiassi erhielt seine Ausbildung im Umfeld der Accademia Filarmonica in Bologna, der er ab 1719 als suonatore angehörte. Er wirkte an verschiedenen Höfen Italiens und am Hofe des Landgrafen von Hessen-Darmstadt, bevor er sich 1734 in Lissabon niederließ, wo er in der königlichen Kapelle wirkte und ein Opernhaus, die „Academia da Trindade“, gründete. In seiner Lissaboner Korrespondenz mit Padre Giovanni Battista Martini aus der Zeit von 1735 bis 1753 beschreibt Schiassi seine Tätigkeiten als Komponist, Lehrer und Sänger.

## Werke
Schiassi komponierte zehn Opern, häufig in einem pastoralen Stil, ähnlich dem des ebenfalls aus Bologna stammenden Giacomo Antonio Perti. Vier Oratorienvertonungen auf Libretti von Pietro Metastasio stammen ebenfalls aus seiner Feder: La passione di Gesù Cristo, Giuseppe riconosciuto, Gioas re di Giuda und Il sacrificio d’Isaac. Gedruckt wurden: Eine Sammlung mit 12 Sonaten für Violine und B.c. (Bologna, 1724), 10 „Trattenimenti musicali per camera“ für Violine und B.c. (Bologna, 1724), 12 Violinkonzerte (Amsterdam, 1737). Einige weitere Werke, darunter einige Ouvertüren und Sinfonias sind als Handschriften erhalten geblieben. Mehrfach eingespielt wurde seine auch als Neudruck erhältliche Weihnachtssinfonie a 4, Sinfonia pastorale per il santissimo natale di nostro Jesu.
Die folgende Liste basiert auf den Angaben bei Grove Music Online und Corago.

### Opern
Die Musik seiner Opern ist überwiegend verloren.
- La fedeltà creduta tradimento, dramma per musica; Libretto: Marc’Antonio Gasparini; 3. Februar 1726, Ferrara, Teatro Bonacossi[3]
- La Rosinda, divertimento per musica; September 1726, Cento, Teatro Vicini[4]
- La Zanina finta contessa, divertimento per musica; Libretto: anonym; Karneval 1728, Modena, Teatro Molza[5]
- Costantino, dramma per musica; Libretto: Pietro Pariati; 1731, Mantua, Teatro Arciducale[6]
- La fede ne’ tradimenti, dramma per musica; Libretto: Girolamo Gigli; Karneval 1732, Bologna, Teatro Marsigli Rossi; 1737 als Anagilda in Lissabon[7]
- L’amor fra nemici, dramma per musica; Libretto: Carlo Sigismondo Capece; 29. Januar 1732, Bologna, Teatro Formagliari[8]
- Stratonica, dramma per musica; Libretto: Antonio Salvi; 1. Mai 1732, Ravenna, Pubblico Nuovo Teatro[9]
- Il Demetrio, dramma per musica; Libretto: Pietro Metastasio; 28. August 1732, Mailand, Teatro Regio Ducale; 1739 in Lissabon[10]
- Alessandro Severo, dramma per musica; Libretto: Apostolo Zeno; Herbst 1732, Alessandria, Teatro Guasco Solerio; 1734 in Florenz[11]
- Arminio, dramma per musica; Libretto: Antonio Salvi; Herbst 1733, Alessandria, Teatro Gusco Solerio[12]
- Alessandro nell’Indie, dramma per musica; Libretto: Pietro Metastasio; 20. Februar 1734, Bologna, Teatro Formagliari; eine Arie erhalten[13]
- Demofoonte, dramma per musica; Libretto: Pietro Metastasio; 26. Dezember 1734, Venedig, Teatro San Giovanni Grisostomo; 1735 in Vyškov, 1737 in Lissabon, 1738 in Madrid; Partitur erhalten[14]
- Didone abbandonata, dramma per musica; Libretto: Pietro Metastasio; 21. Mai 1735, Bologna, Teatro Formagliari[15]
- Le vicende amorose, trattenimento pastorale in musica; Libretto: Giambattista Neri; 4. Februar 1736, Bologna, Teatro Angelelli[16]
- L’Artaserse, dramma per musica; Libretto: Pietro Metastasio; 1737, Lissabon, Sala da Academia na praça da Trindade[17]
- Eurene, dramma per musica; Libretto: Claudio Nicola Stampa; 1737, Lissabon, Sala da Academia na praça da Trindade[18]

### Einzelne Arien
- Spero se che la speranza
- Mio ben ricordati

### Oratorien
- Geremia in Egitto; 1727, Bologna, Oratorio Filippini; nur Libretto erhalten
- Maria Vergine al Calvario; Libretto: M. A. Boccardi; Karfreitag 1735, Bologna, Arciconfraternita di S Maria della Morte; nur Libretto erhalten
- Il sacrificio d’Isaac; Libretto: Pietro Metastasio; Lissabon; erwähnt in Briefen an G. B. Martini
- Giuseppe riconosciuto; Libretto: Pietro Metastasio; Lissabon; erwähnt in Briefen an G. B. Martini
- La passione di Gesù; Libretto: Pietro Metastasio; Lissabon; erwähnt in Briefen an G. B. Martini
- Gioas re di Giuda; Libretto: Pietro Metastasio; Lissabon; erwähnt in Briefen an G. B. Martini

### Sonstige Werke
- zwölf Sonaten für Violine und Basso continuo; Bologna 1724
- zehn Trattenimenti musicali per camera für Violine und Violoncello/Cembalo; Bologna 1724
- zwölf Konzerte für Violine solo, zwei Violinen, Viola, Violoncello und Cembalo; Amsterdam 1737
- Divertimenti da camera für zwei Violinen, Violoncello und Basso continuo
- zwei Sinfonien für zwei Violinen, Violoncello und Basso continuo; Wien, Hofburg; erwähnt von Haas
- drei Violinkonzerte
- mehrere Arien und Tanzsätze in Raccolta fatta da diversi autori di gravi, arie e minuetti … ad’uso di Petronio Francesco Rampionesi; 1736
- Pastorale per il SS Natale; herausgegeben von W. Upmeyer in Musikschätze der Vergangenheit, Berlin 1928